# صامويل دبليو تايلور
صامويل دبليو تايلور (بالإنجليزية: Samuel W. Taylor)‏ (و. 1907 – 1997 م) هو كاتب، وروائي، ومؤرخ، وكاتب سيناريو من الولايات المتحدة الأمريكية . ولد في بروفو .

## التعليم
تعلم في جامعة بريغام يونغ.

## روابط خارجية
- صامويل دبليو تايلور على موقع IMDb (الإنجليزية)
- صامويل دبليو تايلور على موقع أول موفي (الإنجليزية)
- صامويل دبليو تايلور على موقع قاعدة بيانات الأفلام السويدية (السويدية)
- صامويل دبليو تايلور على موقع قاعدة بيانات الفيلم (الإنجليزية)
- صامويل دبليو تايلور على موقع كينوبويسك (الروسية)